# L (Death Note)
L Lawliet (エル・ローライト, Eru Rōraito) conhecido mononimamente como L, é um personagem fictício e o principal antagonista da série de mangá Death Note, criada por Tsugumi Ohba e Takeshi Obata. Ele é um detetive de consultoria internacional enigmático, sem rosto e altamente estimado que se comunica apenas por meio de seu assistente igualmente inexplicável: Watari, que atua como sua ligação oficial com as autoridades. Embora todo o seu passado esteja envolto em um vazio de mistério, ele ganhou uma reputação altamente estimada por resolver inúmeros casos de crimes e perplexos mistérios homicidas ao redor do mundo e é considerado um dos melhores detetives do mundo.
Ao longo da série, ele observa e espia as atividades do personagem principal da série, Light Yagami: um gênio do ensino médio, em um esforço para expô-lo como o infame serial-killer: "Kira", responsável por massacrar inúmeros criminosos de destaque em todo o mundo, através de aparentes meios sobrenaturais.
Na adaptação do anime, ele é dublado por Kappei Yamaguchi. É retratado por Kenichi Matsuyama na série de filmes de ação em live-action, por Kento Yamazaki no drama de TV, e por Lakeith Stanfield na adaptação americana da Netflix.

## Criação e concepção
O roteirista da série, Tsugumi Ohba criou L para representar justiça e com a ideia de um "super detetive" que fica entre Light e suas metas, e os avanços da história. Ohba acreditava que a história não teria muito interesse se L fosse significativamente mais velho que Light, então ele fez L como um jovem adulto. Para o seu nome, Ohba queria usar uma única letra que contivesse muito significado: ele considerou "I" e "J", mas decidiu que não eram tão bons quanto "L", e escolheu "L" após cuidada ponderação. O pseudônimo de Ryuuzaki (竜崎 Ryūzaki) foi lhe dado por que em japonês, L é pronunciado como R.
Ohba diz que deixou tudo sobre o design de L para o desenhista da série, Takeshi Obata. A princípio, Obata pretendia fazer L como uma pessoa "pouco atraente". Mais tarde, Ohba incluiu ideias em sua miniatura, dentre elas estavam a maneira como L se senta, e as ideias de que "ele é inglês" e "ele é indiferente". Também foram acrescentados detalhes como o seu gosto por doces. Tsugumi deu à Takeshi todo o crédito pelo design. Takeshi também comentou que na miniatura de Ohba, L não teria suas características e profundas olheiras, assim como também possuiria uma face "mais normal, sem nenhuma expressão". Obata desenhou L como um jovem atraente até o capítulo 11, onde ele apareceria pessoalmente. Após o capítulo 11, resolveu dar ao personagem uma mudança de aparência, para que ela fosse oposta à de Light.
Durante o desenvolvimento inicial do mangá, Obata temia que L fosse "tão suspeito à ponto de Light o reconhecer como L caso eles se encontrassem". Quando o editor de Obata disse que queria que L tivesse um rosto que parecesse "frio dependendo do ângulo", foram adicionadas as suas olheiras. O pensamento de "olhos mortos" foram o conceito que deram à L olhos quase totalmente negros e nenhuma sobrancelha. Obata acredita que ter olhos negros geralmente faz o personagem parecer mais tolo, mas as olheiras "aguçam seu olhar". Ele também acredita que seu design sustenta uma "sensação de mistério", que impede que o leitor descubra os verdadeiros pensamentos de L. Além disso, Takeshi diz que as olheiras embaixo de seus olhos atraem especulações sobre o seu passado e seu modo de vida. As suas vestimentas de L foram desenhadas como algo muito simples para passar a ideia de que ele não se preocupa com o que veste. Em Death Note 13: How to Read, Ohba apresentou um desenho inicial de L, dizendo que "com uma expressão fria e sem as olheiras, L parece ser uma pessoa totalmente diferente".
Obata afirmou acreditar que as características exibidas por L são as melhores reveladas de forma "gradual". Obata acrescentou que ele acredita que se ele tivesse desenhado L comendo "montanhas de doces" antes de revelar o seu rosto, L não teria muita credibilidade como super detetive e as pessoas questionariam se ele é louco". Ambos Ohba e Obata escolheram L como o seu personagem favorito pois afirmam que ele tem o caráter mais forte da série além de Raito e por ter melhor aparência e personalidade. Obata disse que nunca poderia ter criado L e que gostava de desenhá-lo. Ele também acrescentou que para ele, L não é "real" e que gosta muito desse aspecto em L.
Seu estilo de luta é notavelmente similar a capoeira; Obata disse que não considerou isso enquanto desenhava as lutas de L, mas que pensava no modo mais eficaz de chutar uma pessoa enquanto estava algemado a ela. Ele também acrescentou que se o estilo se assemelha a capoeira, então isso "acrescenta outro elemento a ela" e "isso me deixa feliz". Enquanto estava colorindo as capas dos volumes, Obata atribuiu as cores às mesmas cores das vestimentas dos personagens para adquirir a "atmosfera certa". No volume 7, Obata atribuiu L à cruz de ouro que está em fundo, representando a sua morte.

## História

O "L" usado por L para representar ele mesmo. A fonte usada é "OLD ENGLISH TEXT MT"

L veio de um orfanato para super-dotados chamado Wammy's House, em Winchester, Inglaterra, que Watari (cujo nome verdadeiro é Quillsh Wammy) (que se apresenta como ajudante de L, mas percebe-se que ele é mais um pai adotivo) construiu usando a riqueza oriunda de invenções. Ele nunca mostra o rosto para o mundo, uma vez que representam a si próprio com uma letra L. Seu nome, rosto e localização são desconhecidos de todos, exceto por Watari, seu assistente igualmente misterioso, alguns envolvidos no caso e uns poucos agentes do FBI, que o ajudam a procurar pelo assassino "Kira". Seu nome real é L Lawliet, mas seu nome completo real é desconhecido e não é mencionado durante toda a série. L já trabalhou em muitos casos ao redor do mundo, e em pelo menos um deles trabalhou com Naomi Misora (Ex-agente do FBI), que era noiva de Ray Penber. Quando o caso Kira surge, a falta de explicações chama a atenção de L, que se oferece para assumir o caso.
Ele pede à Força Tarefa Japonesa que se refira a ele como Ryuuzaki por precaução. A equipe de investigação do caso Kira nunca descobre o seu verdadeiro nome, que é L Lawliet (confirmado no Death Note: How To Read 13).

### A investigação
Para começar a investigação, L usou um prisioneiro condenado à morte, chamado Lind L. Tailor, para aparecer na televisão dizendo ser L e desafiando Kira a matá-lo. Kira, confiante de si mesmo, o faz, e assim cai na armadilha de L pois a transmissão ao vivo só estava passando em Kanto, delimitando uma área estreita que seria a localização de Kira. Além disso, L também deduz que Kira precisa de um nome e/ou um rosto para matar, já que Kira não consegue matar L.
Analisando o horário das mortes, L descobre que Kira é um estudante. Vendo que isso muda de repente, L deduz que o horário da morte pode ser controlado, e por algumas ações estranhas dos prisioneiros, também deduz que Kira pode controlar suas vítimas antes de matá-los.
L chega a conclusão que Kira teria achado um jeito de ter acesso aos dados confidenciais da polícia, logo, deveria ser um dos policiais ou alguém próximo a eles, e decide com isso investigar os policiais.
L suspeita que Light Yagami é Kira, mas não pode provar, e assim usa seu último recurso: revela-se a Light. L, assim fica seguro de que Light não vai matá-lo e ao mesmo tempo consegue se aproximar para observar suas ações, e assim determinar sua inocência sobre o caso Kira.
Assim que assistiu a fita que Kira enviou à TV Sakura, L logo concluiu que não se tratava do mesmo Kira, mas de um segundo Kira. Descobriu isso ao perceber que apenas bandidos de baixo nível que nem foram anunciados em televisão (mas em revistas femininas) foram mortos e que este Kira apenas necessitaria de um rosto para matar..
Encurralado, Light (ou Kira) embarca em mais um plano fabricado por sua mente complexa: alegando que desconfiava de si mesmo, Light pede para ser preso e vigiado, assim provando sua inocência. Durante semanas Light, seu pai (Soichiro Yagami) e Misa Amane (suspeita de ser o Segundo Kira) ficam sob vigilância. Light, então, abre mão de Death Note e pede para Ryuk que o leve para outro alguém que continuaria a matar por ele. Sem o caderno, Kira perde a sua meméria a tudo que se relaciona ao caderno, tornando-se subitamente inocente. L convida Light para ajudá-los na investigação contra o Kira, em troca de ainda assim ser algemado com o mesmo. Deste jeito, prosseguiria a investigação e ainda teria o Light sob sua vigilância.
Mesmo depois de Light ser encarcerado sob acusação de ser Kira, L não ficou a parte de mais informações (porque Light abdicou a posse do Death Note sem L saber). Mandou o pai de Light, Soichiro Yagami, representar uma cena onde poria a vida de Light em risco, assim, se Light ou Misa fosse Kira, mataria até mesmo seu pai para salvar sua vida.
Depois de meses trabalhando lado a lado, a polícia pega o homem que estava com o caderno e Light recupera a sua memória ao tocá-lo. Então, manipula Rem para matar L, que cai no chão e vê Light sorrindo sarcasticamente, o que não só seria sua última descoberta como também sua última visão: Light Yagami era Kira.

## Filmes

### Filmes
L é retratado por Kenichi Matsuyama nos filmes de ação em live-action que adaptam o mangá "Death Note". Ao contrário do mangá, no segundo filme, sua "morte", causada por Rem escrevendo seu nome em seu Death Note, não acontece, já L escreve seu próprio nome no Death Note Mason anteriormente. É o seu auto-sacrifício que se permite manter-se vivo por um período mais longo (como ele supunha que Kira o mataria naquele dia) e permite que a equipe de investigação apreenda Light. Ele fica chocado quando Watari é mais tarde morto. Depois que Ryuk mata Light, Ryuk oferece a L o Death Note, mas L se recusa. Vinte e três dias depois de escrever seu nome na Death Note, queimando todas as Notas de Morte restantes e conversando com Soichiro, L morre de forma pacífica enquanto come uma barra de chocolate.
Em L: Change the World, que ocorre nos 23 dias que L deixou antes de morrer, L decide resolver um último caso. Ele tenta parar uma organização bioterrorista liderada por "K" espalhando um vírus mortal em todo o mundo, ao longo do caminho, conhece uma garota chamada Maki, agente do FBI Suruga e um menino que ele nomeia de Near. A adaptação light novel de L: Change the World tem muitas mudanças criativas. Por exemplo, em vez de descobri-lo durante os últimos 23 dias de vida, L o reivindicou há muito tempo como seu sucessor. Além disso, os detalhes sobre o personagem de L são revelados durante o curso do romance, aprofundando a relação de L com Watari e explorando os demônios pessoais de L. Em vez de terminar abruptamente depois que L cai perto de Near no orfanato como no filme, o romance termina com L imaginando-se jogando xadrez antes que o Death Note entre em vigor.
Em Death Note: Light Up the New World, Kenichi Matsuyama repete seu papel como L. Ele faz uma aparição com Ryuzaki, que herda seu DNA, dando-lhe um pirulito e dizendo-lhe para não usar o Death Note e Ryuzaki promete não fazê-lo. Ele também é visto em um vídeo CG que Ryuzaki criou.
Lakeith Stanfield interpretou L na adaptação americana em live-action produzido pela Netflix, lançado em 25 de agosto de 2017.

### Em outras mídias
No romance Another Note: The Los Angeles BB Murder Cases, L recruta a agente do FBI Naomi Misora para investigar uma série de assassinatos. Enquanto a história inclui várias conversas telefônicas com ele da perspectiva de Misora, ele só aparece pessoalmente no final do romance, quando ele se passa pelo nome de "Ryuzaki".
Na adaptação musical, L é retratado por Teppei Koike na versão japonesa e Xiah Junsu na versão coreana.
No drama de TV em live-action, L é retratado por Kento Yamazaki. Ao capturar Higuchi, Light poupa a vida de L no tiroteio de Higuchi. Mais tarde, ao confessar a Light, com uma falsa nota de morte, Mikami o mata. Então Near ocupa o lugar de L e segue os vídeos deixados pelo funeral de L. L é mostrado no final da série.
Na série Turma da Mônica Jovem, nos dois mangás (números 23 e 24) sobre o "Caderno do Riso" (paródia do "Caderno da Morte"; em vez de matar, este caderno faz as pessoas rirem por algum tempo), existe também um antagonista "L" (que usa o mesmo símbolo do "L"). 